# Ballast Key
Pour les articles homonymes, voir Ballast.
Ballast Key est une île de l'archipel des Keys au sud de la Floride.
C'est l'île et le point le plus au sud des 48 états contigus des États-Unis (hors Alaska et Hawaï). C'est aussi le seul territoire privé situé dans le Refuge faunique national de Key West.

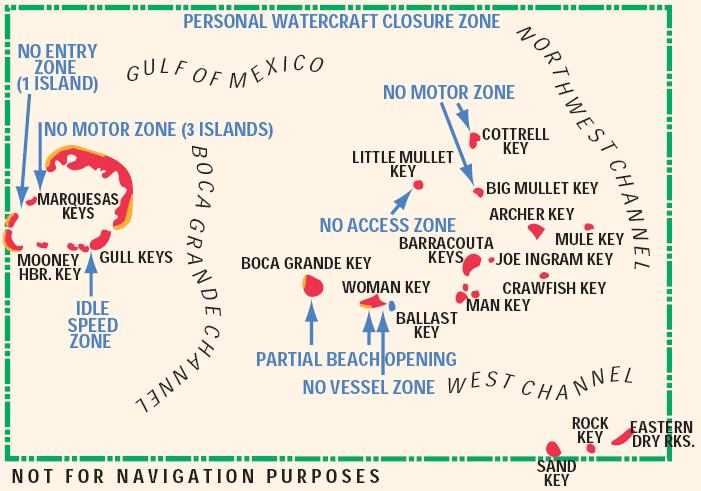
Ballast Key au sud de la carte